# All-Star Game de la NBA 2020
El All-Star Game de la NBA de 2020 fue la sexagésimo novena edición del partido de las estrellas de la NBA. Tuvo lugar el 16 de febrero de 2020 en el United Center de Chicago, Illinois, sede de los Chicago Bulls. Fue la tercera ocasión que la ciudad de Chicago acogía el All-Star, tras las ediciones de 1973 y 1988, que tuvieron lugar ambas en el Chicago Stadium, el anterior pabellón del equipo.

## All-Star Game

### Jugadores
Los quintetos iniciales del All-Star Game se anunciaron el 23 de enero de 2020, mientras que los reservas lo fueron el 30 del mismo mes.
- Cursiva indica el líder en votos por conferencia

| Pos              | Jugador               | Equipo             | N.º de selec.    |
| Quinteto inicial | Quinteto inicial      | Quinteto inicial   | Quinteto inicial |
| ---------------- | --------------------- | ------------------ | ---------------- |
| G                | Trae Young            | Atlanta Hawks      | 1                |
| G                | Kemba Walker          | Boston Celtics     | 4                |
| F                | Giannis Antetokounmpo | Milwaukee Bucks    | 4                |
| F                | Pascal Siakam         | Toronto Raptors    | 1                |
| C                | Joel Embiid           | Philadelphia 76ers | 3                |
| Reservas         |                       |                    |                  |
| F                | Jimmy Butler          | Miami Heat         | 5                |
| F                | Bam Adebayo           | Miami Heat         | 1                |
| G                | Ben Simmons           | Philadelphia 76ers | 2                |
| F                | Khris Middleton       | Milwaukee Bucks    | 2                |
| G                | Kyle Lowry            | Toronto Raptors    | 6                |
| C                | Domantas Sabonis      | Indiana Pacers     | 1                |
| F                | Jayson Tatum          | Boston Celtics     | 1                |

| Pos              | Jugador           | Equipo                 | N.º de selec.    |
| Quinteto inicial | Quinteto inicial  | Quinteto inicial       | Quinteto inicial |
| ---------------- | ----------------- | ---------------------- | ---------------- |
| G                | Luka Dončić       | Dallas Mavericks       | 1                |
| G                | James Harden      | Houston Rockets        | 8                |
| F                | LeBron James      | Los Angeles Lakers     | 16               |
| F                | Kawhi Leonard     | Los Angeles Clippers   | 4                |
| C                | Anthony Davis     | Los Angeles Lakers     | 7                |
| Reservas         |                   |                        |                  |
| C                | Nikola Jokić      | Denver Nuggets         | 2                |
| G                | Damian Lillard    | Portland Trail Blazers | 5                |
| C                | Rudy Gobert       | Utah Jazz              | 1                |
| F                | Brandon Ingram    | New Orleans Pelicans   | 1                |
| G                | Chris Paul        | Oklahoma City Thunder  | 10               |
| G                | Donovan Mitchell  | Utah Jazz              | 1                |
| G                | Russell Westbrook | Houston Rockets        | 9                |
| Reemplazos       |                   |                        |                  |
| G                | Devin Booker      | Phoenix Suns           | 1                |

### Equipos definitivos
| Pos                                          | Jugador           | Equipo                 |                  |
| Quinteto inicial                             | Quinteto inicial  | Quinteto inicial       | Quinteto inicial |
| -------------------------------------------- | ----------------- | ---------------------- | ---------------- |
| F                                            | Lebron James      | Los Angeles Lakers     |                  |
| C                                            | Anthony Davis     | Los Angeles Lakers     |                  |
| F                                            | Kawhi Leonard     | Los Angeles Clippers   |                  |
| G                                            | Luka Dončić       | Dallas Mavericks       |                  |
| G                                            | James Harden      | Houston Rockets        |                  |
| Reservas                                     |                   |                        |                  |
| G                                            | Damian Lillard    | Portland Trail Blazers |                  |
| G                                            | Ben Simmons       | Philadelphia 76ers     |                  |
| C                                            | Nikola Jokić      | Denver Nuggets         |                  |
| F                                            | Jayson Tatum      | Boston Celtics         |                  |
| G                                            | Chris Paul        | Oklahoma City Thunder  |                  |
| G                                            | Russell Westbrook | Houston Rockets        |                  |
| C                                            | Domantas Sabonis  | Indiana Pacers         |                  |
| G                                            | Devin Booker      | Phoenix Suns           |                  |
| Entrenador: Frank Vogel (Los Angeles Lakers) |                   |                        |                  |

| Pos                                      | Jugador               | Equipo               |                  |
| Quinteto inicial                         | Quinteto inicial      | Quinteto inicial     | Quinteto inicial |
| ---------------------------------------- | --------------------- | -------------------- | ---------------- |
| F                                        | Giannis Antetokounmpo | Milwaukee Bucks      |                  |
| C                                        | Joel Embiid           | Philadelphia 76ers   |                  |
| F                                        | Pascal Siakam         | Toronto Raptors      |                  |
| G                                        | Kemba Walker          | Boston Celtics       |                  |
| G                                        | Trae Young            | Atlanta Hawks        |                  |
| Reservas                                 |                       |                      |                  |
| F                                        | Khris Middleton       | Milwaukee Bucks      |                  |
| F                                        | Bam Adebayo           | Miami Heat           |                  |
| C                                        | Rudy Gobert           | Utah Jazz            |                  |
| G                                        | Jimmy Butler          | Miami Heat           |                  |
| G                                        | Kyle Lowry            | Toronto Raptors      |                  |
| F                                        | Brandon Ingram        | New Orleans Pelicans |                  |
| G                                        | Donovan Mitchell      | Utah Jazz            |                  |
| Entrenador: Nick Nurse (Toronto Raptors) |                       |                      |                  |

### Partido
En esta edición se cambiaron las normas y el formato de puntuación; el equipo que anotara más puntos durante cada uno de los tres primeros cuartos de 12 minutos recibía un premio en metálico, que se donaba a una organización benéfica designada; el bote se volcaba si los equipos empataban. El último cuarto, sin cronómetro, se decidió a favor del primer equipo que alcanzara o superara una "puntuación objetivo" -la puntuación del equipo líder en anotación total después de tres cuartos más 24 puntos-.
| 16 de febrero de 2020 | Team LeBron                                                             | 157–155                               | Team Giannis                                                                          | |  |
| 7:30 p. m. CT         | Parciales: 53–41, 30–51, 41–41, 33–22                                   | Parciales: 53–41, 30–51, 41–41, 33–22 | Parciales: 53–41, 30–51, 41–41, 33–22                                                 | |  |
|                       | Estadísticas Kawhi Leonard 30 Anthony Davis 9 tres jugadores 6 cada uno | Reporte Pts Reb Asts                  | Estadísticas Giannis Antetokounmpo 25 Antetokounmpo, Gobert 11 cada uno Trae Young 10 | Pabellón: United Center, Chicago, Illinois Asistencia: 17,808 espectadores Árbitros: - Courtney Kirkland *Eric Lewis *Marc Davis Televisión: TNT, TBS |  |

## All-Star Weekend

### Celebrity Game
El Celebrity Game, patrocinado por Ruffles, se disputó el viernes 14 de febrero, en el Wintrust Arena de Chicago, un estadio distinto al principal. Los entrenadores fueron el analista de First Take Stephen A. Smith y el coanfitrión de Pardon the Interruption, Michael Wilbon.
| Jugador                                             | Ocupación                                                          |
| --------------------------------------------------- | ------------------------------------------------------------------ |
| Ronnie 2K (2)                                       | Director de marketing en 2K Sports                                 |
| Anthony "Spice" Adams                               | AKA Cream E. Biggums, actor, comediante, antiguo jugador de la NFL |
| Taylor Bennett                                      | Rapero                                                             |
| LaRoyce Hawkins                                     | Actor                                                              |
| Lil Rel Howery                                      | Actor, comediante                                                  |
| Marc Lasry (5)                                      | copropietario de los Milwaukee Bucks                               |
| Darius Miles                                        | Leyenda de la NBA                                                  |
| Katelyn Ohashi                                      | Gimnasta                                                           |
| Quavo (3)                                           | Rapero                                                             |
| Chance the Rapper                                   | Rapero                                                             |
| A'ja Wilson (2)                                     | Jugadora de la WNBA                                                |
| Entrenador: Stephen A. Smith (comentarista de ESPN) |                                                                    |
| Asistente: Guy Fieri (chef y presentador de TV)     |                                                                    |

| Jugador                                            | Ocupación                                                         |
| -------------------------------------------------- | ----------------------------------------------------------------- |
| Chef José Andrés                                   | Chef                                                              |
| Jon Batiste                                        | Músico, director de orquesta (The Late Show with Stephen Colbert) |
| Kane Brown                                         | 4 veces ganador de los AMA                                        |
| Bad Bunny (2)                                      | Cantante                                                          |
| Hannibal Buress                                    | Actor, comediante                                                 |
| Common (8)                                         | Rapero                                                            |
| Chelsea Gray                                       | Jugadora de la WNBA                                               |
| Jidenna                                            | Cantante                                                          |
| Famous Los (2)                                     | Comediante, influencer                                            |
| Alex Moffat                                        | Actor y comediante (Saturday Night Live)                          |
| Quentin Richardson (2)                             | Leyenda de la NBA                                                 |
| Entrenador: Michael Wilbon (comentarista de ESPN)  |                                                                   |
| Asistente: Jesse Williams (Actor (Grey's Anatomy)) |                                                                   |

### Rising Stars Challenge
El Rising Stars Challenge es un partido de exhibición en el que participan los mejores jugadores de primer año (Rookies) y segundo año (Sophomores). El partido consta de dos tiempos de 20 minutos, similar al baloncesto universitario.
El formato del partido es el mismo utilizado en años anteriores, enfrentando a los Estados Unidos contra el Resto del Mundo. Los participantes han sido divididos entre los diez mejores jugadores de primer y segundo año de nacionalidad estadounidense, y los diez mejores jugadores de primer y segundo año de nacionalidad extranjera, similar al Nike Hoop Summit que utiliza este formato desde 1995.
| Pos.                                         | Nac.                 | Jugador                  | Equipo                 | R/S       |
| -------------------------------------------- | -------------------- | ------------------------ | ---------------------- | --------- |
| G                                            | Bandera de Canadá    | Nickeil Alexander-Walker | New Orleans Pelicans   | Rookie    |
| C                                            | Bandera de Bahamas   | Deandre Ayton            | Phoenix Suns           | Sophomore |
| G/F                                          | Bandera de Canadá    | R. J. Barrett            | New York Knicks        | Rookie    |
| F                                            | Bandera de Canadá    | Brandon Clarke           | Memphis Grizzlies      | Rookie    |
| G/F                                          | Bandera de Eslovenia | Luka Dončić              | Dallas Mavericks       | Sophomore |
| G                                            | Bandera de Canadá    | Shai Gilgeous-Alexander  | Oklahoma City Thunder  | Sophomore |
| F                                            | Bandera de Japón     | Rui Hachimura            | Washington Wizards     | Rookie    |
| G                                            | Bandera de Nigeria   | Josh Okogie              | Minnesota Timberwolves | Sophomore |
| G/F                                          | Bandera de Ucrania   | Svi Mykhailiuk           | Detroit Pistons        | Sophomore |
| C                                            | Bandera de Alemania  | Moritz Wagner            | Washington Wizards     | Sophomore |
| F                                            | Bandera de Italia    | Nicolò Melli             | New Orleans Pelicans   | Rookie    |
| Entrenador: Adrian Griffin (Toronto Raptors) |                      |                          |                        |           |
| Entrenador asistente:                        |                      |                          |                        |           |

| Pos.                                        | Jugador            | Equipo                | R/S       |
| ------------------------------------------- | ------------------ | --------------------- | --------- |
| F                                           | Miles Bridges      | Charlotte Hornets     | Sophomore |
| G                                           | Devonte' Graham    | Charlotte Hornets     | Sophomore |
| C                                           | Wendell Carter Jr. | Chicago Bulls         | Sophomore |
| G                                           | Tyler Herro        | Miami Heat            | Rookie    |
| G                                           | Ja Morant          | Memphis Grizzlies     | Rookie    |
| F                                           | Jaren Jackson Jr.  | Memphis Grizzlies     | Sophomore |
| F                                           | Zion Williamson    | New Orleans Pelicans  | Rookie    |
| G                                           | Kendrick Nunn      | Miami Heat            | Rookie    |
| F                                           | Eric Paschall      | Golden State Warriors | Rookie    |
| F                                           | P. J. Washington   | Charlotte Hornets     | Rookie    |
| G                                           | Trae Young         | Atlanta Hawks         | Sophomore |
| G                                           | Collin Sexton      | Cleveland Cavaliers   | Sophomore |
| Entrenador: Phil Handy (Los Angeles Lakers) |                    |                       |           |
| Entrenador asistente:                       |                    |                       |           |

| 14 de febrero | Team World                                                   | 131–151                            | Team USA                                                       | |  |
| 9:00 p. m. ET | Marcador por tiempos: 81–71, 50–80                           | Marcador por tiempos: 81–71, 50–80 | Marcador por tiempos: 81–71, 50–80                             | |  |
|               | Estadísticas RJ Barrett 27 Brandon Clarke 8 tres jugadores 5 | Reporte Pts Reb Asts               | Estadísticas Eric Paschall 23 Jaren Jackson Jr. 7 Trae Young 7 | Pabellón: United Center, Chicago, Illinois Árbitros: * #54 Ray Acosta - #64 Justin Van Duyne - #62 JB DeRosa Televisión: TNT |  |

### Skills Challenge
| Pos. | Jugador                 | Equipo                | Altura | Peso |
| ---- | ----------------------- | --------------------- | ------ | ---- |
| F    | Bam Adebayo             | Miami Heat            | 6–9    | 255  |
| G    | Patrick Beverley        | Los Angeles Clippers  | 6–1    | 180  |
| G    | Spencer Dinwiddie       | Brooklyn Nets         | 6–6    | 215  |
| F    | Khris Middleton         | Milwaukee Bucks       | 6–7    | 222  |
| G    | Derrick Rose            | Detroit Pistons       | 6–2    | 200  |
| G    | Shai Gilgeous-Alexander | Oklahoma City Thunder | 6–6    | 180  |
| C    | Domantas Sabonis        | Indiana Pacers        | 6–11   | 240  |
| F    | Pascal Siakam           | Toronto Raptors       | 6–9    | 230  |
| F    | Jayson Tatum            | Boston Celtics        | 6–8    | 210  |

### Three Point Contest
| Pos. | Jugador         | Equipo             | Altura | Peso | 1ª ronda | Ronda final |
| ---- | --------------- | ------------------ | ------ | ---- | -------- | ----------- |
| G    | Buddy Hield     | Sacramento Kings   | 6–4    | 220  | 27       | 27          |
| G    | Devin Booker    | Phoenix Suns       | 6–5    | 206  | 27       | 26          |
| F    | Dāvis Bertāns   | Washington Wizards | 6–10   | 225  | 26       | 22          |
| G    | Zach LaVine     | Chicago Bulls      | 6–6    | 200  | 23       | DNQ         |
| G/F  | Joe Harris      | Brooklyn Nets      | 6–6    | 220  | 22       | DNQ         |
| F    | Duncan Robinson | Miami Heat         | 6–7    | 215  | 19       | DNQ         |
| G    | Devonte' Graham | Charlotte Hornets  | 6–1    | 195  | 18       | DNQ         |
| G    | Trae Young      | Atlanta Hawks      | 6–1    | 180  | 15       | DNQ         |

### Slam Dunk Contest
| Pos. | Jugador           | Equipo             | Altura | Peso | 1ª ronda    | Ronda final       |
| ---- | ----------------- | ------------------ | ------ | ---- | ----------- | ----------------- |
| F    | Derrick Jones Jr. | Miami Heat         | 6–6    | 210  | 96 (46+50)  | 198 (50+50+50+48) |
| F    | Aaron Gordon      | Orlando Magic      | 6–8    | 235  | 100 (50+50) | 197 (50+50+50+47) |
| G    | Pat Connaughton   | Milwaukee Bucks    | 6–5    | 209  | 95 (45+50)  | DNQ               |
| C    | Dwight Howard     | Los Angeles Lakers | 6–10   | 265  | 90 (41+49)  | DNQ               |

## BAL
Como ya hicieran el año anterior, durante el fin de semana, en una rueda de prensa, el presidente de la nueva liga africana (la BAL), Amadou Gallo Fall, anunció que la temporada comenzaría el 13 de marzo. Además, durante el evento, Nike y Jordan Brand desvelaron las camisetas oficiales de los doce equipos (seis de ellos serán equipados por Nike y los otros seis por Jordan). También se anunció el sitio web oficial de la liga y las cuentas en las redes sociales.